# Saint-Cyr-sous-Dourdan
Saint-Cyr-sous-Dourdan település Franciaországban, Essonne megyében. Lakosainak száma 957 fő (2022. január 1.). Saint-Cyr-sous-Dourdan Angervilliers, Longvilliers, Dourdan, Roinville és Le Val-Saint-Germain községekkel határos.

## Népesség
A település népessége az elmúlt években az alábbi módon változott:
| Lakosok száma | 1006 | 1003 | 1018 | 978  | 957  | 937  | 941  | 952  | 957  |
|               | 2013 | 2015 | 2016 | 2017 | 2018 | 2019 | 2020 | 2021 | 2022 |